# Николаос Схинас
Николаос Теологу Схинас (на гръцки: Νικόλαος Θεολόγου Σχινάς) е гръцки изследовател на Македония, военен и инженер. Роден е в 1844 година, а умира през 1912 година. По поръчка на гръцкия военен министър обикаля османските провинции Тесалия, Епир и Македония и оставя ценни бележки за етническата картина в областта в края на XIX в.